# Legia Warszawa (piłka siatkowa) w europejskich pucharach
Główny artykuł: Legia Warszawa (piłka siatkowa).
Legia Warszawa w europejskich klubowych rozgrywkach siatkarskich zadebiutowała w 1963 roku w Pucharze Europy Mistrzów Krajowych 1962/1963. W swojej historii występów w rozgrywkach europejskich wystąpiła 7-krotnie w Pucharze Europy Mistrzów Krajowych (PEMP) - dzisiejszej Lidze Mistrzów; oraz jednokrotnie w Pucharze Europy Zdobywców Pucharów i Pucharze CEV. Największymi osiągnięciami w europejskich rozgrywkach są bezsprzecznie 2-krotne występy w półfinale Pucharu Europy Mistrzów Krajowych w sezonie 1962/1963 i 1967/1968.

## Puchar Europy Mistrzów Klubowych (PEMK) w piłce siatkowej (1962/1963)
Siatkarze Legii Warszawa po wywalczeniu mistrzostwa Polski w sezonie 1961/1962, przystąpili do rywalizacji w europejskim Pucharze Mistrzów, dzisiejszej Lidze Mistrzów. Swoje zmagania rozpoczęli od 1/8 rundy.
| Data       | Miejsce   | Przeciwnik      | Wynik                                  | Runda       |
| ---------- | --------- | --------------- | -------------------------------------- | ----------- |
| 10.02.1963 | Lahti     | Kimmo Lahti     | 3:0 (15:12, 15:6, 15:11)               | Runda 1/8   |
| 11.02.1963 | Helsinki  | Kimmo Lahti     | 3:0 (15:10, 15:8, 15:12)               | Runda 1/8   |
| 06.03.1963 | Zagrzeb   | Mladost Zagrzeb | 2:3 (12:15, 15:6, 14:16, 15:9, 9:15)   | Ćwierćfinał |
| 17.03.1963 | Warszawa  | Mladost Zagrzeb | 3:1 (15:9, 12:15, 15:12, 15:8)         | Ćwierćfinał |
| 07.04.1963 | Warszawa  | Rapid Bukareszt | 2:3 (16:14, 7:15, 15:10, 11:15, 10:15) | Półfinał    |
| 21.04.1963 | Bukareszt | Rapid Bukareszt | 0:3 (11:15, 3:15, 12:15)               | Półfinał    |

### Kadra Legii w PEMK w sezonie 1962/1963
| Imię i nazwisko zawodnika |
| ------------------------- |
| Wojciech Rutkowski        |
| Ryszard Sierszulski       |
| Alfred Szperling          |
| Mirosław Schlief          |
| Wiesław Markuszewski      |
| Romuald Paszkiewicz       |
| Janusz Wójcik             |
| Janusz Kamiński           |
| Zbigniew Jóźwiak          |
| Andrzej Drozdowicz        |

Trener: Maciej Łuczak

## Puchar Europy Mistrzów Klubowych (PEMK) w piłce siatkowej (1964/1965)
Siatkarze Legii Warszawa po wywalczeniu mistrzostwa Polski w sezonie 1963/1964, przystąpili do rywalizacji w europejskim Pucharze Mistrzów, dzisiejszej Lidze Mistrzów. Swoje zmagania rozpoczęli od 1/8 rundy.
| Data       | Miejsce  | Przeciwnik    | Wynik                                | Runda       |
| ---------- | -------- | ------------- | ------------------------------------ | ----------- |
| 27.01.1965 | Warszawa | Dynamo Berlin | 3:1 (15:5, 15:10, 9:15, 16:14)       | eliminacje  |
| 07.02.1965 | Berlin   | Dynamo Berlin | 2:3 (15:9, 6:15, 10:15, 15:13, 2:15) | eliminacje  |
| 21.03.1965 | Sofia    | Minior Pernik | 1:3 (4:15, 16:14, 7:15, 7:15)        | ćwierćfinał |
| 28.03.1966 | Warszawa | Minior Pernik | 3:1 (12:15, 15:8, 15:8, 15:10)       | ćwierćfinał |

### Kadra Legii w PEMK w sezonie 1964/1965
| Imię i nazwisko zawodnika |
| ------------------------- |
| Wojciech Rutkowski        |
| Romuald Paszkiewicz       |
| Ryszard Sierszulski       |
| Zbigniew Rusek            |
| Alfred Szperling          |
| Janusz Wójcik             |
| Janusz Seroczyński        |
| Janusz Kamiński           |
| Wiesław Markuszewski      |
| Czesław Kwiatkowski       |

Trener: Maciej Łuczak

## Puchar Europy Mistrzów Klubowych (PEMK) w piłce siatkowej (1967/1968)
Siatkarze Legii Warszawa po wywalczeniu mistrzostwa Polski w sezonie 1967/1968, przystąpili do rywalizacji w europejskim Pucharze Mistrzów, dzisiejszej Lidze Mistrzów. Swoje zmagania rozpoczęli od 1/8 rundy.
| Data       | Miejsce   | Przeciwnik          | Wynik                                 | Runda       |
| ---------- | --------- | ------------------- | ------------------------------------- | ----------- |
| 24.01.1968 | Paryż     | PUC Paryż           | 3:0 (15:6, 15:9, 15:10)               | eliminacje  |
| 26.01.1968 | Paryż     | PUC Paryż           | 3:0 (15:12, 15:10, 15:12)             | eliminacje  |
| 16.03.1968 | Budapeszt | Budapesti Honvéd SE | 3:0 (15:11, 15:4, 15:5)               | Ćwierćfinał |
| 20.03.1968 | Warszawa  | Budapesti Honvéd SE | 3:2 (11:15, 11:15, 15:10, 15:7, 15:7) | Ćwierćfinał |
| 18.04.1968 | Bukareszt | Dinamo Bukareszt    | 0:3 (13:15, 8:15, 5:15)               | Półfinał    |
| 21.04.1963 | Warszawa  | Dinamo Bukareszt    | 3:1 (15:10, 10:15, 15:8, 15:4)        | Półfinał    |

### Kadra Legii w PEMK w sezonie 1967/1968
| Imię i nazwisko zawodnika |
| ------------------------- |
| Edward Skorek             |
| Romuald Paszkiewicz       |
| Wojciech Rutkowski        |
| Aleksander Skiba          |
| Ryszard Sierszulski       |
| Jerzy Domaszewski         |
| Alfred Szperling          |
| Zygmunt Grządkowski       |
| Czesław Kwiatkowski       |
| Romuald Paszkiewicz       |
| Leszek Kozłowski          |
| Antoni Stradomski         |
| Lech Zagumny              |

Trener: Mirosław Schlief

## Puchar Europy Mistrzów Klubowych (PEMK) w piłce siatkowej (1969/1970)
Siatkarze Legii Warszawa po wywalczeniu mistrzostwa Polski w sezonie 1968/1969, przystąpili do rywalizacji w europejskim Pucharze Mistrzów, dzisiejszej Lidze Mistrzów. Swoje zmagania rozpoczęli od 1/8 rundy.
| Data       | Miejsce   | Przeciwnik              | Wynik                         | Runda       |
| ---------- | --------- | ----------------------- | ----------------------------- | ----------- |
| 11.02.1970 | Warszawa  | Cumhorbarskenugi Ankara | 3:0 (15:7, 15:4, 15:5)        | eliminacje  |
| 18.02.1970 | Ankara    | Cumhorbarskenugi Ankara | 3:1 (15:6, 9:15, 15:7, 15:8)  | eliminacje  |
| 22.03.1970 | Warszawa  | Csepel Budapeszt        | 3:1 (9:15, 15:9, 16:14, 15:6) | Ćwierćfinał |
| 26.03.1970 | Budapeszt | Csepel Budapeszt        | 0:3 (11:15, 11:15, 13:15)     | Ćwierćfinał |

### Kadra Legii w PEMK w sezonie 1969/1970
| Imię i nazwisko zawodnika |
| ------------------------- |
| Wojciech Rutkowski        |
| Zbigniew Rusek            |
| Romuald Paszkiewicz       |
| Jerzy Domaszewski         |
| Aleksander Skiba          |
| Edward Skorek             |
| Lech Zagumny              |
| Zygmunt Grządkowski       |
| Leszek Kozłowski          |
| Zbigniew Barański         |
| Waldemar Wołosz           |
| Marek Profic              |

Trener: Maciej Łuczak

## Puchar Europy Mistrzów Klubowych (PEMK) w piłce siatkowej (1970/1971)
Siatkarze Legii Warszawa po wywalczeniu mistrzostwa Polski w sezonie 1969/1970, przystąpili do rywalizacji w europejskim Pucharze Mistrzów, dzisiejszej Lidze Mistrzów. Swoje zmagania rozpoczęli od 1/8 rundy.
| Data       | Miejsce  | Przeciwnik    | Wynik                                 | Runda       |
| ---------- | -------- | ------------- | ------------------------------------- | ----------- |
| 03.12.1970 | Modena   | Panini Modena | 3:2 (10:15, 8:15, 15:13, 15:1, 15:6)  | eliminacje  |
| 06.12.1970 | Warszawa | Panini Modena | 3:2 (10:15, 7:15, 15:12, 15:9, 15:10) | eliminacje  |
| 03.02.1971 | Lipsk    | SC Lipsk      | 0:3 (11:15, 11:15, 8:15)              | Ćwierćfinał |
| 09.02.1971 | Warszawa | SC Lipsk      | 3:2 (15:7, 15:8, 13:15, 7:15, 15:8)   | Ćwierćfinał |

### Kadra Legii w PEMK w sezonie 1970/1971
| Imię i nazwisko zawodnika |
| ------------------------- |
| Wojciech Rutkowski        |
| Romuald Paszkiewicz       |
| Edward Skorek             |
| Aleksander Skiba          |
| Lech Zagumny              |
| Jerzy Domaszewski         |
| Zygmunt Grządkowski       |
| Leszek Kozłowski          |
| Marek Profic              |
| Adam Biernacki            |

Trener: Maciej Łuczak

## Puchar Europy Mistrzów Klubowych (PEMK) w piłce siatkowej (1984/1985)
Siatkarze Legii Warszawa po wywalczeniu mistrzostwa Polski w sezonie 1983/1984, przystąpili do rywalizacji w europejskim Pucharze Mistrzów, dzisiejszej Lidze Mistrzów. Swoje zmagania rozpoczęli od ćwierćfinału.
| Data       | Miejsce  | Przeciwnik        | Wynik                                 | Runda       |
| ---------- | -------- | ----------------- | ------------------------------------- | ----------- |
| 01.12.1984 | Praga    | Ruda Hvezda Praga | 1:3 (9:15, 14:16, 15:11, 3:15)        | Ćwierćfinał |
| 09.12.1984 | Warszawa | Ruda Hvezda Praga | 3:2 (14:16, 15:8, 14:16, 15:13, 15:3) | Ćwierćfinał |

### Kadra Legii w PEMK w sezonie 1984/1985
| Imię i nazwisko zawodnika |
| ------------------------- |
| Daniel Andrzejewski       |
| Wojciech Drzyzga          |
| Wojciech Fabiańczyk       |
| Krzysztof Stefanowicz     |
| Piotr Wasilewski          |
| Bogumił Kasprzak          |
| Zdzisław Olejnik          |
| Roman Cuprjak             |
| Robert Malinowski         |
| Jerzy Pietrucki           |
| Wojciech Pietralski       |
| Witold Poinc              |

Trener: Hubert Wagner

## Puchar Europy Mistrzów Klubowych (PEMK) w piłce siatkowej (1986/1987)
Siatkarze Legii Warszawa po wywalczeniu mistrzostwa Polski w sezonie 1985/1986, przystąpili do rywalizacji w europejskim Pucharze Mistrzów, dzisiejszej Lidze Mistrzów. Swoje zmagania rozpoczęli od ćwierćfinału.
| Data       | Miejsce    | Przeciwnik                  | Wynik                                 | Runda       |
| ---------- | ---------- | --------------------------- | ------------------------------------- | ----------- |
| 02.11.1986 | Warszawa   | SC Berlin                   | 2:3 (16:14, 15:9, 11:15, 8:15, 11:15) | eliminacje  |
| 09.11.1986 | Berlin     | SC Berlin                   | 3:0 (15:11, 15:8, 15:11)              | eliminacje  |
| 06.12.1986 | Amstelveen | Brother Martinus Amstelveen | 0:3 (12:15, 6:15, 6:15)               | Ćwierćfinał |
| 13.12.1986 | Warszawa   | Brother Martinus Amstelveen | 3:1 (12:15, 15:11, 15:6, 15:4)        | Ćwierćfinał |

### Kadra Legii w PEMK w sezonie 1986/1987
| Imię i nazwisko zawodnika |
| ------------------------- |
| Daniel Andrzejewski       |
| Wojciech Fabiańczyk       |
| Robert Malinowski         |
| Tomasz Nalazek            |
| Ireneusz Nalazek          |
| Piotr Wasilewski          |
| Witold Poinc              |
| Krzysztof Stefanowicz     |
| Grzegorz Pietrzyński      |
| Waldemar Weigt            |
| Mirosław Rybaczewski      |

Trener: Mirosław Rybaczewski

## Puchar Europy Zdobywców Pucharów siatkarzy 1995/1996
| Data       | Miejsce   | Przeciwnik          | Wynik                            | Runda                |
| ---------- | --------- | ------------------- | -------------------------------- | -------------------- |
| 10.01.1996 | Biełgorod | Belogoria Biełgorod | 1:3 (9:15, 15:3, 8:15, 10:15)    | Faza grupowa Grupa B |
| 17.01.1996 | Warszawa  | Eczacıbaşı Stambuł  | 3:1 (15:11, 12:15, 16:14, 15:7)  | Faza grupowa Grupa B |
| 21.01.1996 | Torhout   | Desimpel Torhout    | 1:3 (10:15, 9:15, 15:10, 4:15)   | Faza grupowa Grupa B |
| 30.01.1996 | Ateny     | Olympiakos Pireus   | 0:3 (14:16, 5:15, 5:15)          | Faza grupowa Grupa B |
| 07.02.1996 | Warszawa  | SV Bayer Wuppertal  | 1:3 (15:12, 10:15, 6:15, 13:15)  | Faza grupowa Grupa B |
| 14.02.1996 | Liberec   | Dukla Liberec       | 3:1 (15:13, 10:15, 15:12, 15:12) | Faza grupowa Grupa B |
| 21.02.1996 | Warszawa  | Lokomotiw Charków   | 3:0 (15:4, 15:7, 15:11)          | Faza grupowa Grupa B |

### Kadra Legii w PEZP w sezonie 1995/1996
| Imię i nazwisko zawodnika |
| ------------------------- |
| Jacek Małkowski           |
| Witold Roman              |
| Piotr Wasilewski          |
| Leszek Urbanowicz         |
| Tomasz Skalski            |
| Jarosław Szalpuk          |
| Sławomir Augustyniak      |
| Piotr Szymanowski         |
| Artur Kusio               |
| Paweł Łaniewski           |
| Sebastian Połukard        |

Trener: Wojciech Drzyzga

## Puchar CEV siatkarzy 1996/1997
| Data       | Miejsce    | Przeciwnik        | Wynik                                  | Runda                |
| ---------- | ---------- | ----------------- | -------------------------------------- | -------------------- |
| 29.11.1996 | Klagenfurt | Stredo Strasheni  | 3:0 (15:5, 15:5, 15:7, 10:15)          | Turniej Eliminacyjny |
| 30.11.1996 | Klagenfurt | Hypo Klagenfurt   | 3:1 (15:2, 15:6, 5:15, 15:3)           | Turniej Eliminacyjny |
| 01.12.1996 | Klagenfurt | Desimpel Torhout  | 3:2 (14:16, 16:14, 7:15, 15:10, 15:13) | Turniej Eliminacyjny |
| 14.01.1997 | Ankara     | Ziraatbank Ankara | 2:3 (15:10, 15:9, 7:15, 8:15, 16:18)   |                      |
| 15.01.1997 | Ankara     | Ziraatbank Ankara | 2:3 (15:11, 15:9, 9:15, 9:15, 14:16)   |                      |

### Kadra Legii w Pucharze CEV w sezonie 1996/1997
| Imię i nazwisko zawodnika |
| ------------------------- |
| Piotr Szymanowski         |
| Leszek Urbanowicz         |
| Artur Kusio               |
| Piotr Wasilewski          |
| Jacek Małkowski           |
| Tomasz Skalski            |
| Jarosław Szalpuk          |
| Grzegorz Otko             |
| Michał Lizyńczyk          |
| Ścibor Zawiślak           |
| Arkadiusz Ruciński        |
| Sebastian Połukard        |

Trener: Wojciech Drzyzga